# Getszemáni-kert
A Getszemáni vagy Gecsemáné kertje (héber: Gat Smanim גת שמנים) Jeruzsálem óvárosától keletre található, az Olajfák hegyének lábánál. Héber nevének jelentése: az olajprés helye. Jézus idejében az Olajfák hegye lejtőjének ezen a részén egy major állt, amelyben olajprés volt.
Az Újszövetség alapján Jézus kedvelt helye volt az Olajfák hegye. Az utolsó vacsorát tanítványai körében fogyasztotta el, azután a Getszemáni-kertbe ment, s arra kérte őket, hogy virrasszanak vele. 
Közben odaért velük a Getszemáni nevű majorba. „Üljetek le - mondta tanítványainak -, én arrébb megyek és imádkozom.
Majd mivel Jézus hosszabb ideig távol volt, a tanítványok elaludtak. Ezután Iskarióti Júdás a Getszemáni major területén egy csókkal árulta el Jézus kilétét a római katonáknak, akik elhurcolták őt.
Mivel Jézussal kapcsolatban említi a Szentírás, így a keresztényeknek fontos helyszínné vált. 
A 4. században szentélyt állítottak itt, amelyet később a keresztesek bazilikává bővítettek. 
A ferencesek 1666-ban megvették ezt a helyet és később kerítéssel vették körül.

## Látnivalók
Ma a kertben található egykori bazilika romjain, 1919 és 1924 között épült a Nemzetek Temploma  (latin: Basilica Agoniae Domini). 

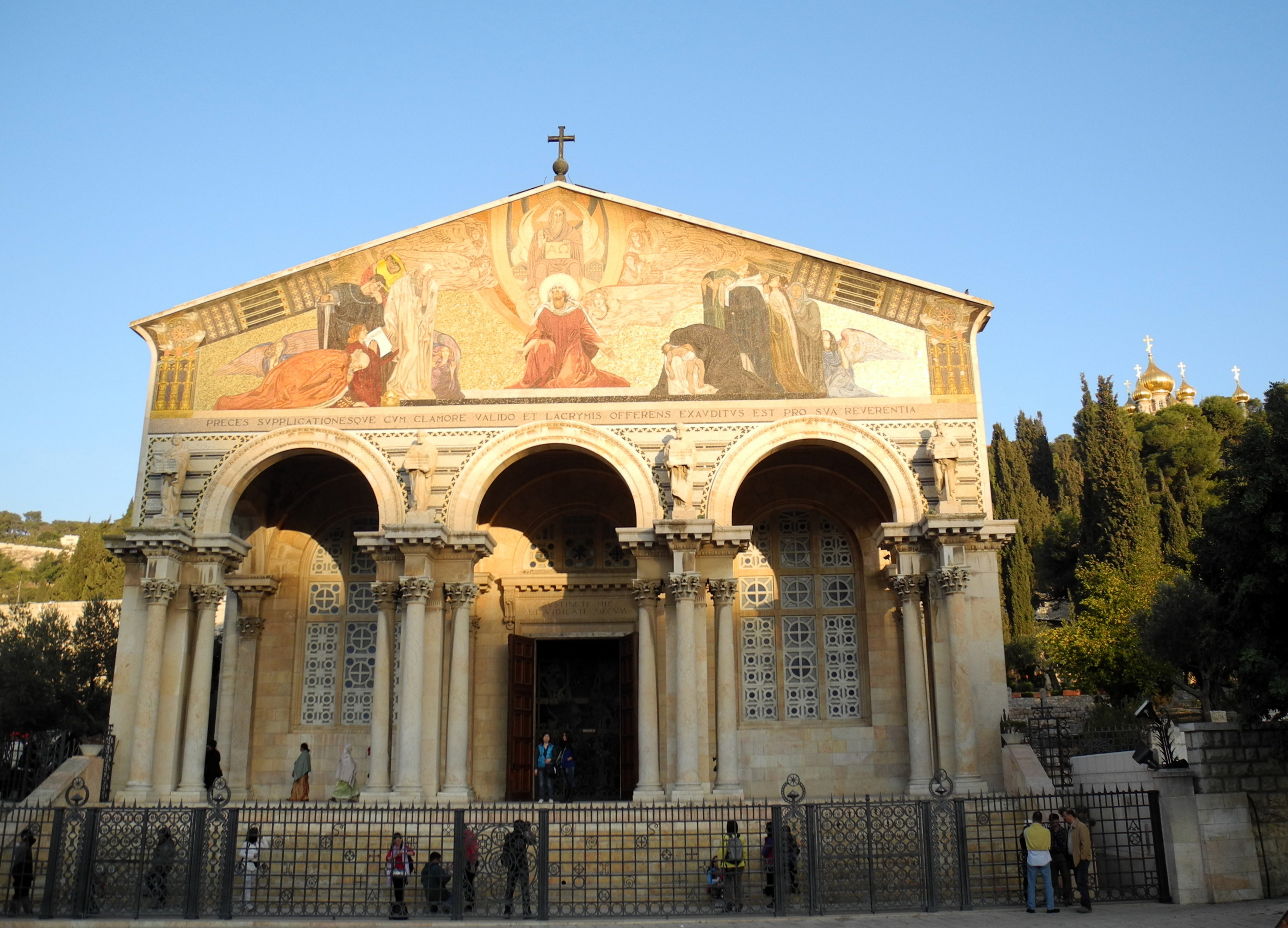
A Nemzetek Temploma (Church of All Nations)

A bizánci templomot a perzsák 614-ben leromboltak, majd később a keresztesek újra felépítették. A 20. század elején a világ minden részéből érkezett adományokból újjáépítették. 
A kertben látható az a szikla is, amely mellett – a hagyomány alapján – Jézus imádkozott, mielőtt Júdás elárulta őt. 